# 维里系数
维里系数（Virial coefficient）{\displaystyle B_{i}}是热力学状态方程按密度展开（称为维里展开）各项的系数。维里系数与分子间势能函数相关，体现多体相互作用对理想气体状态方程的修正。例如，作为维里展开中密度平方相系数的第二维里系数{\displaystyle B_{2}}只取决于粒子对间的相互作用，而第三维里系数{\displaystyle B_{3}}则取决于二体与三体间非加和性的相互作用。实验上维里系数可从得到的状态方程多项式拟合得到，理论上也可根据势函数出发积分导出，唯高阶解析式非常复杂，计算量迅速增大。维里系数是温度的函数。

## 推导
得到维里系数解析式的第一步是根据巨正则系综配分函数的簇展开（Cluster expansion）:
{\displaystyle \Xi =\sum _{n}{\lambda ^{n}Q_{n}}=e^{\left(pV\right)/\left(k_{B}T\right)}}
其中，{\displaystyle p}是压强，{\displaystyle V}是系统体积，{\displaystyle k_{B}}是波茲曼常數，{\displaystyle T}是绝对温度，{\displaystyle \lambda =\exp[\mu /(k_{B}T)]}是逸度，{\displaystyle \mu }是化学势。{\displaystyle Q_{n}}为包含{\displaystyle n}个粒子的子系统的配分函数：
{\displaystyle Q_{n}=\operatorname {tr} [e^{-H(1,2,\ldots ,n)/(k_{B}T)}].}
其中，{\displaystyle H(1,2,\ldots ,n)}是包含{\displaystyle n}个粒子子系统的哈密顿量，为粒子动能与势能之和。势能相不仅包含两体作用，也包括了三体和多体的作用。
{\displaystyle \Xi }的簇展开表示巨正则配分函数能展开为单体（理想气体）、两体、多体（簇）相互作用的贡献之和。根据定义，{\displaystyle \ln \Xi }等于{\displaystyle pV/(k_{B}T)}，与维里展开
{\displaystyle {\frac {p}{k_{B}T}}=\rho +B_{2}(T)\rho ^{2}+B_{3}(T)\rho ^{3}+\cdots ,}
相比较，可得
{\displaystyle B_{2}=V\left({\frac {1}{2}}-{\frac {Q_{2}}{Q_{1}^{2}}}\right)}
{\displaystyle B_{3}=V^{2}\left[{\frac {2Q_{2}}{Q_{1}^{2}}}{\Big (}{\frac {2Q_{2}}{Q_{1}^{2}}}-1{\Big )}-{\frac {1}{3}}{\Big (}{\frac {6Q_{3}}{Q_{1}^{3}}}-1{\Big )}\right]}
等等。此为内含动能项的量子统计表达式。注意到{\displaystyle Q_{1}}仅仅包括动能项；热力学极限下{\displaystyle \hbar =0}，动能算符和势能算符可对易，分子与分母的动能项互相消去。求解矩阵的迹成为对构型空间的积分，结果是经典的维里系数只由粒子间相互作用决定，而相互作用只由粒子坐标决定。因此可通过对构型空间积分求算维里系数。
然而，比{\displaystyle B_{3}}更高阶的维里系数的递推式变得非常复杂。约瑟夫·爱德华·迈耶和玛丽亚·格佩特-梅耶提出了图形表记积分式的方法演算维里系数。
他们引入了现在被称为迈耶函数的表达式：
{\displaystyle f(1,2)=\exp \left[-{\frac {u(|{\vec {r}}_{1}-{\vec {r}}_{2}|)}{k_{B}T}}\right]-1}
物理上表示玻尔兹曼因子与理想气体的偏差。并将簇展开整理成迈耶函数的组合。此处
{\displaystyle u(|{\vec {r}}_{1}-{\vec {r}}_{2}|)}
表示粒子1与2（假设所有粒子全同）间的势能。

## 迈耶函数表示的维里系数
维里系数{\displaystyle B_{i}}与不可约的迈耶簇积分{\displaystyle \beta _{i}}通过下式相关联：
{\displaystyle B_{i+1}=-{\frac {i}{i+1}}\beta _{i}}
而{\displaystyle \beta _{i}=}不可约的迈耶图中黑色与白色节点间的边对应的迈耶函数之乘积的积分之和。
从迈耶图得{\displaystyle \beta _{i}}积分式的规则为：
1. 构造一个有i个顶点的图，并给顶点编号为{\displaystyle k=1,..,i}，对应一个含有大小为i的簇中各个粒子。
2. 将编号为0的粒子坐标设为原点，标记为白色，其它顶点标记为黑色。
3. 将图的每个边则与迈耶函数关联，其自变量为这两个顶点所对应的粒子的距离。
4. 进行构型空间下的积分。
5. 将结果乘上当前图的对称阶数，其数值等于改变黑色粒子编号但图在拓扑上仍然等同的排列数目。
6. {\displaystyle \beta _{i}}等于所有重复前述步骤构造不同拓扑结构的不可约迈耶图对应的积分之和。

前两个簇积分分别为
| {\displaystyle b_{1}=} |  | {\displaystyle =\int d\mathbf {1} f(\mathbf {0} ,\mathbf {1} )}                                                                                         |
| {\displaystyle b_{2}=} |  | {\displaystyle ={\frac {1}{2}}\int d\mathbf {1} \int d\mathbf {2} f(\mathbf {0} ,\mathbf {1} )f(\mathbf {0} ,\mathbf {2} )f(\mathbf {1} ,\mathbf {2} )} |
于是第二维里系数的表达式是
{\displaystyle B_{2}=-{\frac {1}{2}}\beta _{1}=-{\frac {1}{2}}\int f(r)\mathrm {d} \mathbf {r} =-2\pi \int r^{2}{{\Big (}e^{-u(r)/(k_{B}T)}-1{\Big )}}~\mathrm {d} r,}
第三维里系数的表达式是
{\displaystyle B_{3}=-{\frac {2}{3}}\beta _{2}=-{\frac {1}{3}}\int \int f(r)f(r')f(|\mathbf {r} -\mathbf {r'} |)\mathrm {d} \mathbf {r} \mathrm {d} \mathbf {r'} .}

## 延伸阅读
- Dymond, J. H.; Smith, E. B. . Oxford: Clarendon. 1980. ISBN 0198553617.
- http://scitation.aip.org/content/aip/journal/jcp/50/10/10.1063/1.1670902 （页面存档备份，存于）
- http://scitation.aip.org/content/aip/journal/jcp/50/11/10.1063/1.1670994 （页面存档备份，存于）
- Reid, C. R., Prausnitz, J. M., Poling B. E., Properties of gases and liquids, IV edition, Mc Graw-Hill, 1987